# Tomané
António Manuel Fernandes Mendes (Travassós, 23 de outubro de 1992), conhecido como Tomané, é um futebolista português que joga no clube sérvio Red Star Belgrade como atacante.

## Carreira clubística

### Guimarães
Tomané nasceu em Fafe, distrito de Braga. Em 16 de agosto de 2010, ainda jovem, foi nos quadros do Vitória de Guimarães (chegou aos treze anos do clube), onde se estreou como profissional — e na Primeira Liga — entrando em campo aos 67 minutos de um placar de 0-0 contra o Olhanense; seria sua única aparição na temporada.
Para a campanha de 2011-12, Tomané foi emprestado ao AD Limianos na terceira divisão. Depois de retornar, ele alternou entre o primeiro time e as reservas, nunca marcando mais do que quatro gols no campeonato durante o período.
Em 27 de janeiro de 2016, Tomané assinou com a MSV Duisburg um empréstimo de cinco meses. Sua primeira partida no 2. Bundesliga ocorreu em 8 de fevereiro, quando jogou 85 minutos em uma derrota por 1-2 no Arminia Bielefeld.

### Panetolikos
Em 15 de junho de 2016, Tomané ingressou no Panetolikos FC, da Superliga Grega, por um contrato de três anos. Ele marcou seu único gol para eles em 15 de outubro, ajudando os anfitriões a derrotar o PAE Kerkyra por 4-0, marcando logo após o pontapé inicial.

### Regresso a Portugal
Tomané voltou ao seu país e ao seu nível mais alto em 30 de dezembro de 2016, concordando em um acordo com o F. C. Arouca até junho de 2019. No período de entressafra que se seguiu, no entanto, após o rebaixamento de sua equipe, ele se mudou para C. D. Tondela.
Como sua equipe evitou o rebaixamento na última jornada da temporada de 2018-19, Tomané ajudou com uma equipe e com doze gols na carreira (quatorze em todas as competições).

### Estrela Vermelha de Belgrado
Em 2 de julho de 2019, Tomané assinou um contrato com o clube sérvio Fudbalski Klub Crvena Zvezda. Na primeira temporada, em quatorze jogos, ele marcou cinco gols e deu quatro assistências.

## Carreira internacional
Tomané ganhou quatro internacionalidades pela equipe sub-21 de Portugal, durante pouco menos de dois anos. Seu primeiro chegou em 15 de outubro de 2012, quando ele jogou os noventa minutos de um amistoso, no qual foi derrotado por 0-1 em casa para a Ucrânia.

## Estatísticas de carreira
- Atualizado até o fim da temporada de 2018–19[13]

| Clube                    | Temporada         | Liga                | Liga  | Liga | Copa  | Copa | Copa da Liga | Copa da Liga | Outros | Outros | Total | Total |
| Clube                    | Temporada         | Divisão             | Jogos | Gols | Jogos | Gols | Jogos        | Gols         | Jogos  | Gols   | Jogos | Gols  |
| ------------------------ | ----------------- | ------------------- | ----- | ---- | ----- | ---- | ------------ | ------------ | ------ | ------ | ----- | ----- |
| Vitória de Guimarães     | 2010–11           | Primeira Liga       | 1     | 0    | 0     | 0    | —            | —            | —      | —      | 1     | 0     |
| Vitória de Guimarães     | 2013–14           | Primeira Liga       | 21    | 4    | 2     | 0    | 1            | 1            | 5      | 1      | 29    | 6     |
| Vitória de Guimarães     | 2014–15           | Primeira Liga       | 32    | 4    | 2     | 0    | 1            | 0            | —      | —      | 35    | 4     |
| Vitória de Guimarães     | 2015–16           | Primeira Liga       | 16    | 1    | 1     | 0    | 1            | 0            | 2      | 1      | 20    | 2     |
| Vitória de Guimarães     | Total             | Total               | 70    | 9    | 5     | 0    | 3            | 1            | 7      | 2      | 85    | 12    |
| Vitória de Guimarães B   | 2012–13           | Segunda Liga        | 36    | 4    | —     | —    | —            | —            | —      | —      | 36    | 4     |
| Vitória de Guimarães B   | 2013–14           | Campeonato Nacional | 10    | 3    | —     | —    | —            | —            | —      | —      | 10    | 3     |
| Vitória de Guimarães B   | Total             | Total               | 46    | 7    | 0     | 0    | 0            | 0            | 0      | 0      | 46    | 7     |
| AD Limianos (empréstimo) | 2011–12           | Segunda Divisão     | 18    | 1    | 0     | 0    | —            | —            | —      | —      | 18    | 1     |
| Duisburg (empréstimo)    | 2015–16           | 2. Bundesliga       | 9     | 0    | 0     | 0    | —            | —            | —      | —      | 9     | 0     |
| Panetolikos              | 2016–17           | Superliga Grega     | 11    | 1    | 2     | 0    | —            | —            | —      | —      | 13    | 1     |
| Arouca                   | 2016–17           | Primeira Liga       | 17    | 3    | 0     | 0    | —            | —            | —      | —      | 17    | 3     |
| Tondela                  | 2017–18           | Primeira Liga       | 32    | 9    | 1     | 0    | —            | —            | —      | —      | 33    | 9     |
| Tondela                  | 2018–19           | Primeira Liga       | 31    | 12   | 3     | 2    | 2            | 0            | —      | —      | 36    | 14    |
| Tondela                  | Total             | Total               | 63    | 21   | 4     | 2    | 2            | 0            | —      | —      | 69    | 23    |
| Total da carreira        | Total da carreira | Total da carreira   | 234   | 42   | 11    | 2    | 5            | 1            | 7      | 2      | 257   | 47    |